# Wimborne St Giles
Wimborne St Giles – wieś w Anglii, w hrabstwie Dorset, w dystrykcie (unitary authority) Dorset. Leży 40 km na północny wschód od miasta Dorchester i 145 km na południowy zachód od Londynu.